# Carlo Salvioli
Carlo Salvioli, né le 21 novembre 1848 à Venise (Italie) et mort le 29 janvier 1930, est un joueur d'échecs, un écrivain et un théoricien des fins de partie italien.

## Biographie
Carlo Salvioli fut champion d'Italie d'échecs à Milan en 1881.

## Œuvre écrite
- Carlo Salvioli, Il quarto torneo scacchistico italiano nazionale in Venezia, Éditions Ferrari alla Porta, Venezia, 1884
- Carlo Salvioli Il quinto torneo scacchistico nazionale: Roma 1886, Éditions Ferrari, Kirchmayr e Scozzi, Venezia, 1887 ;
- Carlo Salvioli, Trattato completo dei finali di partita: con 500 diagrammi e piu di mille esempi, Éditions Ferrari, Kirchmayr e Scozzi, Venezia, 1888 ;
- Carlo Salvioli Teoria e pratica del giuoco degli scacchi, Éditions Ferrari alla Porta, Venezia, 1885–1888 (4 volumes) ;
- Carlo Salvioli L'ultima teoria e pratica del giuoco degli scacchi, 1887–1898, Éditions Ferrari alla Porta, Venezia, 1900 ;
- Carlo Salvioli, Manuale teorico-pratico del giuoco degli scacchi pei principianti, Nuova Rivista Degli Scacchi. Giuseppe Meucci, Livorno 1899 ;
- Carlo Salvioli, Il giuoco degli scacchi di Gioachino Greco detto il Calabrese, La nuova Italia, Giusti, Firenze, 1961 ;
- Carlo Salvioli La partita d'oggi. Supplemento all' "Ultima teoria e pratica del giuoco degli scacchi", Éditions Ammannati, Firenze, 1928.

## Une étude
Une étude :
|   | a | b | c | d | e | f | g | h |   |
| 8 | Roi blanc sur case blanche e4 · Pion noir sur case noire a3 · Pion noir sur case blanche b3 · Roi noir sur case noire f2 · Tour blanche sur case noire e1 | Roi blanc sur case blanche e4 · Pion noir sur case noire a3 · Pion noir sur case blanche b3 · Roi noir sur case noire f2 · Tour blanche sur case noire e1 | Roi blanc sur case blanche e4 · Pion noir sur case noire a3 · Pion noir sur case blanche b3 · Roi noir sur case noire f2 · Tour blanche sur case noire e1 | Roi blanc sur case blanche e4 · Pion noir sur case noire a3 · Pion noir sur case blanche b3 · Roi noir sur case noire f2 · Tour blanche sur case noire e1 | Roi blanc sur case blanche e4 · Pion noir sur case noire a3 · Pion noir sur case blanche b3 · Roi noir sur case noire f2 · Tour blanche sur case noire e1 | Roi blanc sur case blanche e4 · Pion noir sur case noire a3 · Pion noir sur case blanche b3 · Roi noir sur case noire f2 · Tour blanche sur case noire e1 | Roi blanc sur case blanche e4 · Pion noir sur case noire a3 · Pion noir sur case blanche b3 · Roi noir sur case noire f2 · Tour blanche sur case noire e1 | Roi blanc sur case blanche e4 · Pion noir sur case noire a3 · Pion noir sur case blanche b3 · Roi noir sur case noire f2 · Tour blanche sur case noire e1 | 8 |
| 7 | Roi blanc sur case blanche e4 · Pion noir sur case noire a3 · Pion noir sur case blanche b3 · Roi noir sur case noire f2 · Tour blanche sur case noire e1 | Roi blanc sur case blanche e4 · Pion noir sur case noire a3 · Pion noir sur case blanche b3 · Roi noir sur case noire f2 · Tour blanche sur case noire e1 | Roi blanc sur case blanche e4 · Pion noir sur case noire a3 · Pion noir sur case blanche b3 · Roi noir sur case noire f2 · Tour blanche sur case noire e1 | Roi blanc sur case blanche e4 · Pion noir sur case noire a3 · Pion noir sur case blanche b3 · Roi noir sur case noire f2 · Tour blanche sur case noire e1 | Roi blanc sur case blanche e4 · Pion noir sur case noire a3 · Pion noir sur case blanche b3 · Roi noir sur case noire f2 · Tour blanche sur case noire e1 | Roi blanc sur case blanche e4 · Pion noir sur case noire a3 · Pion noir sur case blanche b3 · Roi noir sur case noire f2 · Tour blanche sur case noire e1 | Roi blanc sur case blanche e4 · Pion noir sur case noire a3 · Pion noir sur case blanche b3 · Roi noir sur case noire f2 · Tour blanche sur case noire e1 | Roi blanc sur case blanche e4 · Pion noir sur case noire a3 · Pion noir sur case blanche b3 · Roi noir sur case noire f2 · Tour blanche sur case noire e1 | 7 |
| 6 | Roi blanc sur case blanche e4 · Pion noir sur case noire a3 · Pion noir sur case blanche b3 · Roi noir sur case noire f2 · Tour blanche sur case noire e1 | Roi blanc sur case blanche e4 · Pion noir sur case noire a3 · Pion noir sur case blanche b3 · Roi noir sur case noire f2 · Tour blanche sur case noire e1 | Roi blanc sur case blanche e4 · Pion noir sur case noire a3 · Pion noir sur case blanche b3 · Roi noir sur case noire f2 · Tour blanche sur case noire e1 | Roi blanc sur case blanche e4 · Pion noir sur case noire a3 · Pion noir sur case blanche b3 · Roi noir sur case noire f2 · Tour blanche sur case noire e1 | Roi blanc sur case blanche e4 · Pion noir sur case noire a3 · Pion noir sur case blanche b3 · Roi noir sur case noire f2 · Tour blanche sur case noire e1 | Roi blanc sur case blanche e4 · Pion noir sur case noire a3 · Pion noir sur case blanche b3 · Roi noir sur case noire f2 · Tour blanche sur case noire e1 | Roi blanc sur case blanche e4 · Pion noir sur case noire a3 · Pion noir sur case blanche b3 · Roi noir sur case noire f2 · Tour blanche sur case noire e1 | Roi blanc sur case blanche e4 · Pion noir sur case noire a3 · Pion noir sur case blanche b3 · Roi noir sur case noire f2 · Tour blanche sur case noire e1 | 6 |
| 5 | Roi blanc sur case blanche e4 · Pion noir sur case noire a3 · Pion noir sur case blanche b3 · Roi noir sur case noire f2 · Tour blanche sur case noire e1 | Roi blanc sur case blanche e4 · Pion noir sur case noire a3 · Pion noir sur case blanche b3 · Roi noir sur case noire f2 · Tour blanche sur case noire e1 | Roi blanc sur case blanche e4 · Pion noir sur case noire a3 · Pion noir sur case blanche b3 · Roi noir sur case noire f2 · Tour blanche sur case noire e1 | Roi blanc sur case blanche e4 · Pion noir sur case noire a3 · Pion noir sur case blanche b3 · Roi noir sur case noire f2 · Tour blanche sur case noire e1 | Roi blanc sur case blanche e4 · Pion noir sur case noire a3 · Pion noir sur case blanche b3 · Roi noir sur case noire f2 · Tour blanche sur case noire e1 | Roi blanc sur case blanche e4 · Pion noir sur case noire a3 · Pion noir sur case blanche b3 · Roi noir sur case noire f2 · Tour blanche sur case noire e1 | Roi blanc sur case blanche e4 · Pion noir sur case noire a3 · Pion noir sur case blanche b3 · Roi noir sur case noire f2 · Tour blanche sur case noire e1 | Roi blanc sur case blanche e4 · Pion noir sur case noire a3 · Pion noir sur case blanche b3 · Roi noir sur case noire f2 · Tour blanche sur case noire e1 | 5 |
| 4 | Roi blanc sur case blanche e4 · Pion noir sur case noire a3 · Pion noir sur case blanche b3 · Roi noir sur case noire f2 · Tour blanche sur case noire e1 | Roi blanc sur case blanche e4 · Pion noir sur case noire a3 · Pion noir sur case blanche b3 · Roi noir sur case noire f2 · Tour blanche sur case noire e1 | Roi blanc sur case blanche e4 · Pion noir sur case noire a3 · Pion noir sur case blanche b3 · Roi noir sur case noire f2 · Tour blanche sur case noire e1 | Roi blanc sur case blanche e4 · Pion noir sur case noire a3 · Pion noir sur case blanche b3 · Roi noir sur case noire f2 · Tour blanche sur case noire e1 | Roi blanc sur case blanche e4 · Pion noir sur case noire a3 · Pion noir sur case blanche b3 · Roi noir sur case noire f2 · Tour blanche sur case noire e1 | Roi blanc sur case blanche e4 · Pion noir sur case noire a3 · Pion noir sur case blanche b3 · Roi noir sur case noire f2 · Tour blanche sur case noire e1 | Roi blanc sur case blanche e4 · Pion noir sur case noire a3 · Pion noir sur case blanche b3 · Roi noir sur case noire f2 · Tour blanche sur case noire e1 | Roi blanc sur case blanche e4 · Pion noir sur case noire a3 · Pion noir sur case blanche b3 · Roi noir sur case noire f2 · Tour blanche sur case noire e1 | 4 |
| 3 | Roi blanc sur case blanche e4 · Pion noir sur case noire a3 · Pion noir sur case blanche b3 · Roi noir sur case noire f2 · Tour blanche sur case noire e1 | Roi blanc sur case blanche e4 · Pion noir sur case noire a3 · Pion noir sur case blanche b3 · Roi noir sur case noire f2 · Tour blanche sur case noire e1 | Roi blanc sur case blanche e4 · Pion noir sur case noire a3 · Pion noir sur case blanche b3 · Roi noir sur case noire f2 · Tour blanche sur case noire e1 | Roi blanc sur case blanche e4 · Pion noir sur case noire a3 · Pion noir sur case blanche b3 · Roi noir sur case noire f2 · Tour blanche sur case noire e1 | Roi blanc sur case blanche e4 · Pion noir sur case noire a3 · Pion noir sur case blanche b3 · Roi noir sur case noire f2 · Tour blanche sur case noire e1 | Roi blanc sur case blanche e4 · Pion noir sur case noire a3 · Pion noir sur case blanche b3 · Roi noir sur case noire f2 · Tour blanche sur case noire e1 | Roi blanc sur case blanche e4 · Pion noir sur case noire a3 · Pion noir sur case blanche b3 · Roi noir sur case noire f2 · Tour blanche sur case noire e1 | Roi blanc sur case blanche e4 · Pion noir sur case noire a3 · Pion noir sur case blanche b3 · Roi noir sur case noire f2 · Tour blanche sur case noire e1 | 3 |
| 2 | Roi blanc sur case blanche e4 · Pion noir sur case noire a3 · Pion noir sur case blanche b3 · Roi noir sur case noire f2 · Tour blanche sur case noire e1 | Roi blanc sur case blanche e4 · Pion noir sur case noire a3 · Pion noir sur case blanche b3 · Roi noir sur case noire f2 · Tour blanche sur case noire e1 | Roi blanc sur case blanche e4 · Pion noir sur case noire a3 · Pion noir sur case blanche b3 · Roi noir sur case noire f2 · Tour blanche sur case noire e1 | Roi blanc sur case blanche e4 · Pion noir sur case noire a3 · Pion noir sur case blanche b3 · Roi noir sur case noire f2 · Tour blanche sur case noire e1 | Roi blanc sur case blanche e4 · Pion noir sur case noire a3 · Pion noir sur case blanche b3 · Roi noir sur case noire f2 · Tour blanche sur case noire e1 | Roi blanc sur case blanche e4 · Pion noir sur case noire a3 · Pion noir sur case blanche b3 · Roi noir sur case noire f2 · Tour blanche sur case noire e1 | Roi blanc sur case blanche e4 · Pion noir sur case noire a3 · Pion noir sur case blanche b3 · Roi noir sur case noire f2 · Tour blanche sur case noire e1 | Roi blanc sur case blanche e4 · Pion noir sur case noire a3 · Pion noir sur case blanche b3 · Roi noir sur case noire f2 · Tour blanche sur case noire e1 | 2 |
| 1 | Roi blanc sur case blanche e4 · Pion noir sur case noire a3 · Pion noir sur case blanche b3 · Roi noir sur case noire f2 · Tour blanche sur case noire e1 | Roi blanc sur case blanche e4 · Pion noir sur case noire a3 · Pion noir sur case blanche b3 · Roi noir sur case noire f2 · Tour blanche sur case noire e1 | Roi blanc sur case blanche e4 · Pion noir sur case noire a3 · Pion noir sur case blanche b3 · Roi noir sur case noire f2 · Tour blanche sur case noire e1 | Roi blanc sur case blanche e4 · Pion noir sur case noire a3 · Pion noir sur case blanche b3 · Roi noir sur case noire f2 · Tour blanche sur case noire e1 | Roi blanc sur case blanche e4 · Pion noir sur case noire a3 · Pion noir sur case blanche b3 · Roi noir sur case noire f2 · Tour blanche sur case noire e1 | Roi blanc sur case blanche e4 · Pion noir sur case noire a3 · Pion noir sur case blanche b3 · Roi noir sur case noire f2 · Tour blanche sur case noire e1 | Roi blanc sur case blanche e4 · Pion noir sur case noire a3 · Pion noir sur case blanche b3 · Roi noir sur case noire f2 · Tour blanche sur case noire e1 | Roi blanc sur case blanche e4 · Pion noir sur case noire a3 · Pion noir sur case blanche b3 · Roi noir sur case noire f2 · Tour blanche sur case noire e1 | 1 |
|   | a | b | c | d | e | f | g | h |   |

## Source
- (br) Cet article est partiellement ou en totalité issu de l’article de Wikipédia en breton intitulé « Carlo Salvioli » (voir la liste des auteurs).